# Encarsia nepalensis
Encarsia nepalensis is een vliesvleugelig insect uit de familie Aphelinidae. De wetenschappelijke naam is voor het eerst geldig gepubliceerd in 1992 door Polaszek & Hayat.